# Cosmos 849
Cosmos 849 (en cirílico, Космос 849) fue un satélite artificial militar soviético perteneciente a la clase de satélites DS (tipo DS-P1-I) y lanzado el 18 de agosto de 1976 mediante un cohete Kosmos-2I desde el cosmódromo de Plesetsk.

## Objetivos
Cosmos 849 fue parte de una red de satélites militares utilizados para calibrar y mejorar el sistema de detección antimisiles balísticos soviético. El propósito declarado por la Unión Soviética ante la Organización de las Naciones Unidas en el momento del lanzamiento era realizar "investigaciones de la atmósfera superior y el espacio exterior".

## Características
El satélite tenía una masa de 400 kg, forma dodecaédrica y la alimentación eléctrica era proporcionada por células solares situadas en su superficie. Reentró en la atmósfera el 24 de abril de 1978. El satélite fue inyectado en una órbita con un perigeo de 276 km y un apogeo de 889 km, con una inclinación orbital de 71 grados y un período de 96 minutos.
La reentrada en la atmósfera prevista para el satélite causó cierta alarma tras la reentrada de Cosmos 954, un satélite alimentado por energía nuclear, el 24 de enero de 1978 sobre Canadá. Las autoridades tuvieron que aclarar que Cosmos 849 no iba alimentado nuclearmente y que por su pequeño tamaño se desintegraría durante la reentrada.